# ポストチェス通り駅
ポストチェス通り駅（ポストチェスどおりえき、Postjesweg）はオランダアムステルダムニューウェスト地区にあるアムステルダムメトロの駅。

## 駅構造
島式ホーム1面2線の地上駅。
のりば
| 東側 | ■50号線 | スローテルダイク駅・イソラートル通り方面 |
| 西側 | ■50号線 | 南駅・ダイフェンドレヒト駅・ガイン方面   |

## 駅周辺
- アムステルダム日本人学校

## 歴史
- 1997年5月28日 - 開業。

## 隣の駅
アムステルダムメトロ
■50号線
ヤン・ファン・ガーレン通り駅 - ポストチェス通り駅 - レリラーン駅